# 列奥 (斯巴达国王)
列奥（Leon）：他与赫格西克利斯统治时期，“拉栖代梦人尽管在所有其他的战争中取得胜利，却接二连三的总是败在泰格亚人手里”。